# Pasărea Phoenix

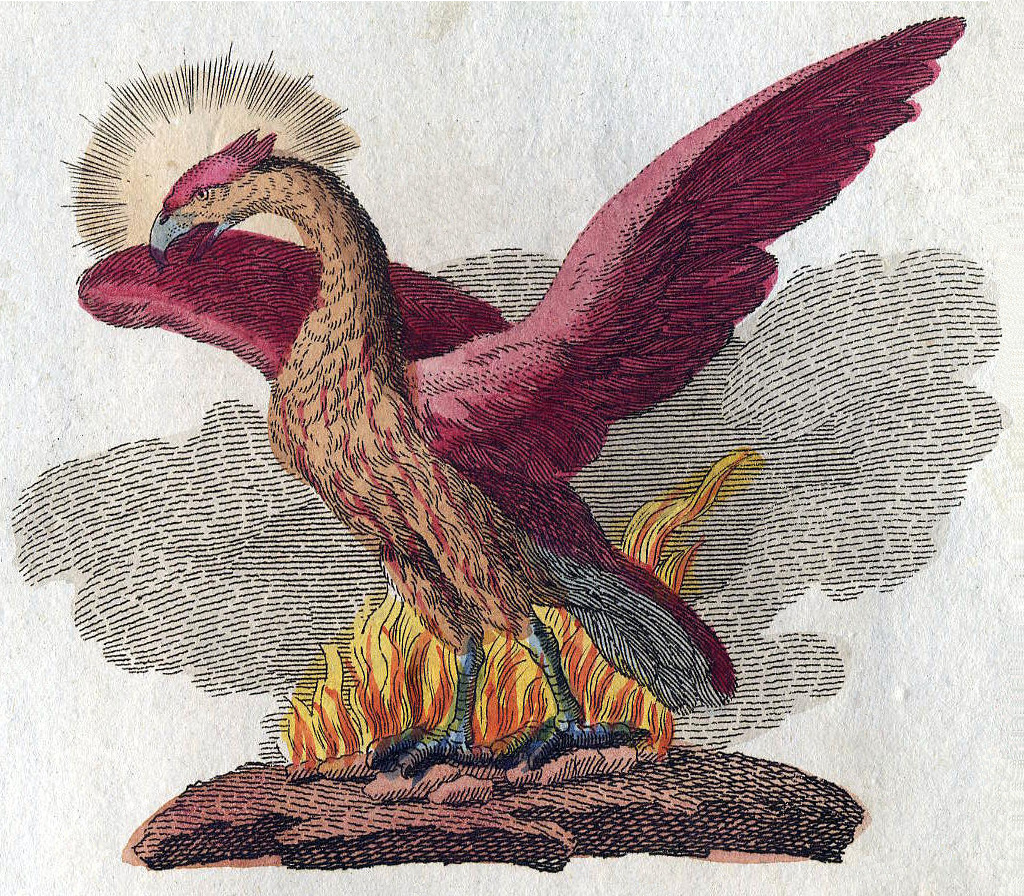
Ilustrarea unui fenix in cartea lui FJ Bertuch (1747–1822).

Pasărea Fenix (grecescul Φοῖνιξ, phoínix, uneori Phönix) este o pasăre mitică longevivă, care posedă proprietatea de autoincendiere periodică și regenerarea din propria cenușă. Alte surse presupun de asemenea că pasărea moare și se descompune înainte de a renaște. Este considerată a fi o pasăre oraculară.
Are o longevitate extraordinară, ce diferă de la autori la autori, unii afirmând că trăiește de la 500 la 13.000 de ani, iar alții consideră că pasărea Phoenix ar trăi cel puțin 1400 de ani. Este singura din specia ei, deși nu se poate reproduce. Atunci când lunga sa viață este pe terminate ea își simte sfârșitul, aceasta își face un cuib din plante aromatice și tămâie; dă foc apoi cuibului, se întinde, arzând odată cu cuibul, iar din cenușa sa se formează o altă pasăre. Noua pasăre o îngroapă pe cea precedentă, punându-i rămășițele într-un înveliș de smirnă și tămâie in formă de ou și ducându-le la sanctuarul din Heliopolis.
Herodot, Lucan, Pliniu cel Bătrân, Papa Clement I, Lactantiu, Ovidiu și Isidor din Sevilia au contribuit la răspândirea motivului păsării Phoenix. Acesta a fost adoptat ca și simbol al creștinătății timpurii. Totodată, este considerată a fi "simbol solar, al timpului, Imperiului Roman, metempsihozei, consecrației, reînvierii, viața în Paradis, Iisus Hristos, Fecioara Maria, virginitatea, omului exceptional, precum si unele aspecte ale vieții creștine".

## Etimologie
Termenul englez phoenix derivă din engleza medievală ( phenix înainte de 1150), care provine la rândul lui din engleza veche (fēnix în jurul anului 750). Acesta a fost împrumutat din latina medievală, phenix, care a fost derivat din latina clasică, phoenīx. Latina clasică este transliterarea termenului elen φοῖνιξ, phoinīx.
În Grecia și Roma Antică, pasărea Phoenix era asociată cu civilizația feniciană, cunoscută pentru producerea de vopseluri purpurii cu ajutorul scoicilor. Arhiepiscopul Isidor din Sevilla (sec.6-7) consideră ca și etimologie târzie a păsării Phoenix însăși culoarea purpurie. Deoarece vopseaua purpurie și deosebit de scumpă din Fenicia era asociată cu nivelul de trai înalt al Antichității și, ulterior, cu regalitatea, perioada medievală a stabilit phoenixul ca fiind "pasăre regală".
În ciuda acestor etimologii populare, s-a decis faptul că termenul original φοῖνιξ derivă din greaca miceneană, po-ni-ke, fiind un termen predispus la o varietate de interpretări.

## Înfățișare
Pasărea Phoenix este ilustrată uneori în literatura antică si medievală, precum și în arta medievală, ca având un nimb, accentuându-se astfel legătura păsării cu Soarele. Cele mai vechi reprezentări ale acestora indică nimburi cu 7 raze, asemănătoare cu  cele ale lui Helios (personificarea Soarelui in mitologia greacă). Pliniu cel Bătrân de asemenea descrie pasărea ca având o creastă pe cap, iar Ezekiel Tragicul a comparat-o cu un cocoș.

Pasărea Phoenix
(drahmă grecească din 1973)

În mitologia greacă, pasărea alegorică seamănă ca formă cu vulturul (conform lui Herodot, Pliniu, Solinus și Philostrat; Lactantius și Ezekiel afirmau că phoenixul este mai mare decât un struț), dar se deosebește de acesta prin penajul splendid colorat, cu pete de purpură și aur (două culori nobile și cu o evidență a semnificației simbolică), ceea ce o face mai frumoasă decât cel mai minunat păun. Hesiod afirmă că durata de viață a păsării Phoenix este de 957 de ani. 
Cu toate că penajul phoenixului este considerat în mod unanim foarte colorat și pătrunzător, nu există un concens privit coloritul acestuia.  Tacitus afirmă că penajul acesteia este fără egal, comparativ cu alte păsări. Ezekiel Tragicul afirma ca phoenixul are picioare roșii si ochi de un galben-intens, însă Lactantius afirmă că ochii săi erau albaștri precum safirele și că picioarele sale erau acoperite în solzi aurii, având gheare roz.
Ovidiu afirmă următoarele: 
„După ce trăiește 500 de ani, își construiește un cuib printre ramurile unui stejar. În acesta, strînge scorțișoară, cuișoare și mir, iar din aceste materiale își construiește o movilă peste care se așează și moare, dându-și ultima suflare. Din corpul Phoenixului părinte, se naște o altă pasăre Phoenix. Când aceasta crește îndestul, va părăsi stejarul și va duce cuibul în orașul Heliopolis, în Egipt, depozitându-l în Templul Soarelui.”
Herodot prezintă pasărea Phoenix într-un mod asemănător lui Ovidiu:
„Pornind din Arabia, își transportă tatăl, învelit în smirnă, până la Templul Soarelui, unde îl înmormântează. Și îl cară astfel: întâi face din smirnă un ou atât de mare cât îl poate duceș apoi încearcă dacă e în stare să-l poarte. După această probă, ăși bagă tatăl înăuntru după ce mai înainte a scobit oul, după aceea astupă tot cu smirnă gaura prin care și-s introdus tatăl în ou. Chiar și cu pasărea-tată în ou, greutatea oului nu se schimbă”
În „Idile”, Claudius Claudianus portretizează pasărea Phoenix:
„Ochii săi scânteiează de o lumină tainică, în jurul gâtului penele îi strălucesc ca flacăra, deasupra capului are o creastă roșie al cărei vârf lucește ca o stea și revarsă în întunericul nopții o lumină senină, picioarele îi sunt roșii ca purpura de Tyr, un cerc de azur îi învăluie aripile, iar partea superioară îi este împodobită cu pene aurii.”

## Analogii
Scholars have observed analogues to the phoenix in a variety of cultures. These analogues include the Hindu garuda and gandaberunda, the Russian firebird, the Persian Simorgh, Georgian paskunji, the Turkish Zümrüdü Anka, the Tibetan Me byi karmo, the Chinese fenghuang and zhu que, and the Japanese Hōō.

### Pasărea Phoenix în cultura egipteană

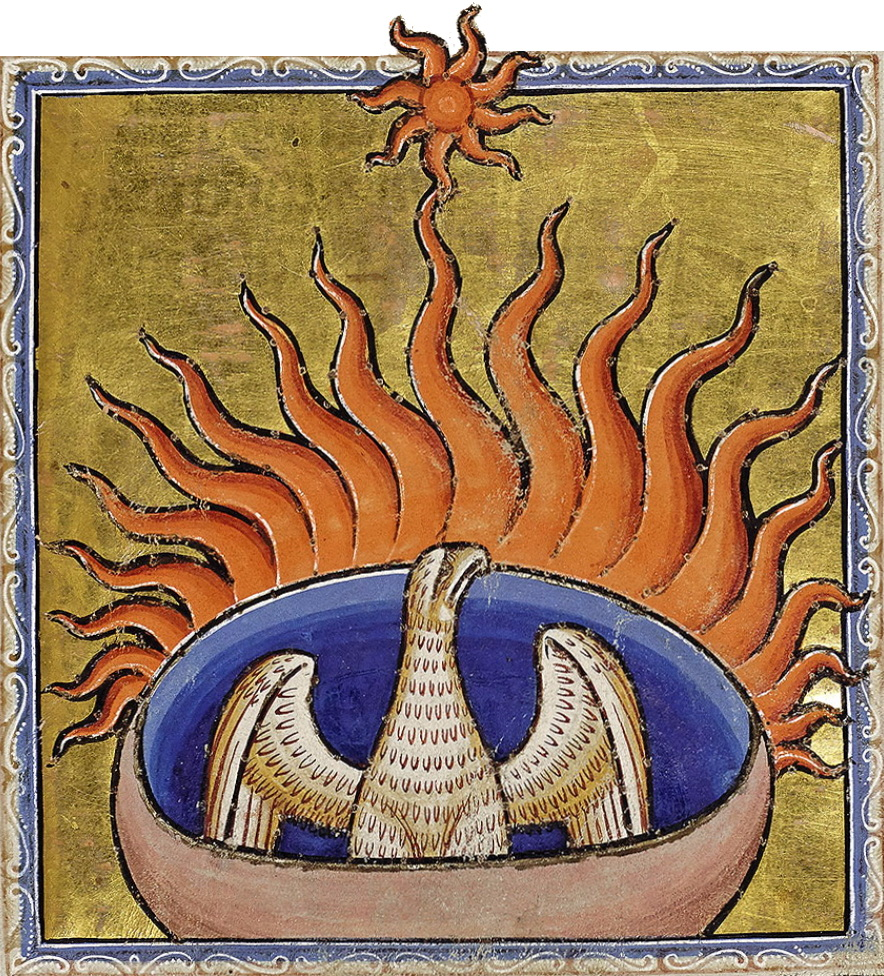
Pasărea Phoenix în Bestiarul din Aberdeen

În unele mituri cosmogonice egiptene, pasărea Benu este ființa cea mai bătrână de pe lume. Când prima bucată de pământ ieșise din apele întunecate ale Haosului, strălucitoarea pasăre Benu coborâse pe movila primordială. Țipătul ei era primul sunet auzit vreodată. Cele mai timpurii referiri la pasărea Benu o descriu ca fiind o codobatură galbenă, dar ulterior va fi prezentată ca un bâtlan.
Termenul de benu provine dintr-un verb de origine egipteană, care are sensul de "a răsări" , "a străluci". Se poate ca inițial pasărea benu să fi fost identificată cu Venus ca Luceafărul de Dimineață, fiind astfel precursorul reînnoirii creației în zorii zilei. Țipătul păsării benu reprezintă punctul când timpul începuse. Totodată, ea era pasărea care anunța sfârșitul timpului și reîntoarcerea în lumea haosului.
În Textele de la Piramide, pasărea benu este asociată cu zeul creator al Soarelui. La Heliopolis, centrul închinării solare, pasărea s-ar așeza pe piatra de benben (un obelisc primitiv) sau în ramurile unei salcii sacre. Când faraonii ar ajunge la o perioadă de domnie de 30 de ani, aceștia rugau pasărea sacră să le reînnoiască puterea și vitalitatea. 
Zeii Ra și Osiris pot fi identificați cu pasărea benu, expresie a "cunoașterii secrete" corelate cu cei doi zei. Ca manifestare a lui Osiris, pasărea benu conduce spiritele celor morți prin pericolele lumii subterane. Unele vrăji din Cartea Morților invoca transformarea morților în păsări benu, pentru a putea călători liber între cele 2 lumi. 
Se pare că pasărea benu a fost prototipul mitului clasic al păsării Phoenix, creatură unică pe Pământ, neavând semeni. În sec 5 î.Hr, Herodot afirma că a vizitat Heliopolisul și că i se povestise despre o pasăre grandioasă numită Phoenix. Aceasta era colorată în auriu și purpuriu, iar pasărea vizitase templul soarelui la Heliopolis odată la 500 de ani, cărând cenușa părintelui ei într-un ou de smirnă. Se presupune că din acest ou va ieși următoarea pasăre Phoenix. Astfel, grecii adoptă pasărea Phoenix ca emblemă a ciclurilor vieții și ale morții, a eternelor renașteri din propria cenușă.

### Phoenix în cultura chineză
În mitologia chineză există o ființă fabuloasă, asemănătoare Phoenixului. În opera anonimă ”Shan hai jing” (”Cartea munților și mărilor”), ni se prezintă perechea de phoenicși numită ”fenghuang”:”feng” este masculul, iar ”huang” este femela. Deși pereche, Phoenixul chinez este tratat ca o singură pasăre, având o semnificație superioară și rang imperial. 
Fenghuang este descrisă în enciclopedia chineză ”Shou weng” (”Explicarea semnelor”) din secolul I e.n astfel: ”fenghuang are cioc de cocoș, gușă de rândunică, gât de șarpe, pe trup desene ca de dragon, coadă de pește; din față arată ca o lebădă, din spate ca un unicorn, iar spinarea pare de broască țestoasă.” Aparițiile acestei păsări sunt foarte rare, iar orice apariție a acesteia este semnul instaurării unei păci magnifice în lumea subcelestă.

## Prezențe în literatura antică
În afară de Hesiod și Herodot, pasărea Phoenix este evocată și în alte opere. O tăbliță cretană indică o pasăre solară asemănătoare grifonului venerat în civilizația miceniană, atribuindu-i numele de „ponike”.
- Ovidiu, Metamorfoze (15,383 și urm.)
- Tacitus, Anale
- Plinius, Naturalis historia
- Marțial, Epigrame
- Filostrat, Viața lui Apollonius din Tyana
- Claudianus, Despre Phoenix